# 태풍 마리아 (2018년)
태풍 마리아 (MARIA)는 2018년의 8호 태풍이다. 태풍 마리아의 중국행으로 인해 확장한 북태평양 고기압이 장마전선을 만주로 밀어 올리고, 티베트 고기압의 영향이 겹치며 기록적인 2018년 한국 폭염이 시작되었다. 마리아는 미국에서 제출한 이름으로 여자의 이름이며, 2018년 최초로 카테고리 5등급에 도달했던 태풍이다.

## 태풍의 진행

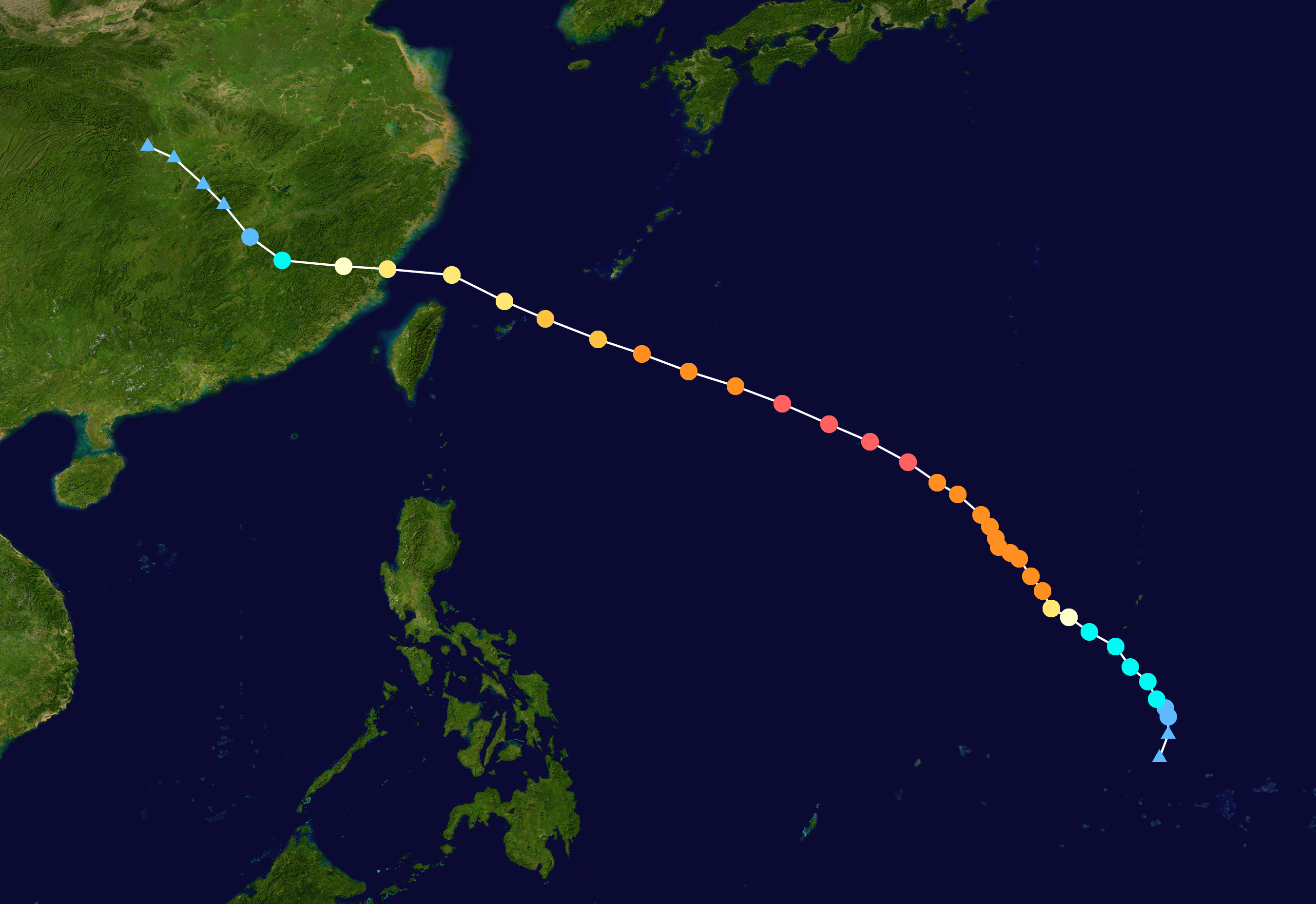
태풍 마리아의 경로

7월 4일 오후 9시에 중심기압 1002hPa, 최대풍속 18m/s, 강풍 반경 220km(북동쪽 반경), 크기 '소형'의 열대폭풍으로 미국 괌 남동쪽 약 190km 부근 해상에서 발생하였다.
발생 이후 서~서북서진하면서 급발달해서,
7월 8일 오후 3시에 미국 괌 북서쪽 약 1,020km 부근 해상에서 중심기압 915hPa, 최대풍속 54m/s, 강풍 반경 390km(북동쪽 반경)의 세력 '맹렬한', 크기 '중형'(일본 기상청 태풍정보 속보치 기준)의 태풍으로 최성기를 맞이하였다. 최성기 이후에는 북서~서북서진하면서 일본 오키나와 이시가키섬과 미야코섬 부근 해상을
7월 10일 오후 3시에 중심기압 940hPa, 최대풍속 49m/s의 세력(일본 기상청 태풍정보 속보치 기준)으로 통과하였고,
7월 11일 오전 9시 10분에 중심기압 955hPa, 최대풍속 44m/s의 세력(일본 기상청 태풍정보 속보치 기준)으로 중국 푸젠성 렌장 현 황치 반도 해안에 상륙하였다. 중국 푸젠성 상륙 이후 계속 서~북서진하며 급약화되어서
7월 12일 오전 3시에 중국 푸저우 서북서쪽 약 470km 부근 육상에서 중심기압 998hPa의 열대저압부로 소멸하였다.

## 같이 보기
- 2018년 태풍